# Menno Simons
Menno Simons (1496 - 31 de gener del 1561) fou un líder religiós anabaptista dels Països Baixos. Simons fou contemporani dels reformadors protestants i els seus seguidors foren coneguts com a mennnonites

## Biografia

### Primers anys
Nasqué en una família a Wytmarsum a la província de Frísia (Sacre Imperi Romanogermànic, avui dia Països Baixos). Se sap molt poc sobre la seva infància i família, excepte que va créixer en un entorn camperol pobre. El seu pare es deia Simon, Simons era un patronim, i tenia un germà anomenat Pieter.
Simons va créixer en un país desenganyat per la guerra. Frisia va ser devastada per la guerra a finals del segle XV i principis del XVI. Els soldats de Landsknecht van perseguir les terres frisones a la dècada de 1490 per forçar els frisons "lliures" a acceptar el duc de Saxònia-Meissen com el seu cap d'estat. El duc era el governador dels Països Baixos per a la família Habsburg. Un dels arxienemics dels Habsburg, el duc de Guelders, va envair Frisia el 1515 i en va conquerir la meitat. Saxònia va cedir l'altra meitat als Habsburg. Els frisons van intentar recuperar la seva llibertat, però eren massa febles i finalment van acceptar l'autoritat imperial de l'emperador dels Habsburg Carles V.
Fou destinat pels seus pares al sacerdoci catòlic. Fou ordenat sacerdot el 1524. Simons va aprendre llatí i grec, i se li va ensenyar sobre els Pares de l'Església llatins durant la seva formació per convertir-se en sacerdot. Ja era capellà quan la seva vila natal se separà de l'Església Catòlica el 1536 per unir-se als anabaptistes pacifistes, després d'estudiar detingudament la Bíblia i viure un procés d'allunyament dels dogmes catòlics. Mai havia llegit la Bíblia, ni abans ni durant la seva formació per al sacerdoci, per por de veure's influenciat negativament. Quan més tard va reflexionar sobre aquest període de la seva vida, es va dir estúpid.

### Sacerdoci i mort del germà
El 1537 fou ordenat a Groninga com a bisbe anabaptista. Aleshores va ser nomenat capellà al poble del seu pare, Pingjum (1524). La seva tasca tingué èxit, de manera que un edicte de l'emperador Carles V oferí una recompensa de 100 monedes d'or pel seu cap i indult per qualsevol delicte comès per qui aconseguís lliurar-lo.
El 1537, qüestions al voltant de la doctrina de la transsubstanciació van fer que Menno Simons iniciés una recerca seriosa i profunda de la Sagrada Escriptura, que va confessar que no havia estudiat anteriorment, tot i ser un sacerdot. Menno no estava satisfet amb les respostes inconsistents que va rebre de Martin Luther, Martin Bucer i Heinrich Bullinger; va decidir confiar només en l'Escriptura, i a partir d'aquest moment descriu la seva predicació com evangèlica, no sacramental.
El primer coneixement de Menno del concepte de "rebaptisme", que va dir que "sonava molt estrany", va arribar el 1531 després de saber de la decapitació de Sicke Freerks Snijder a Leeuwarden per haver estat "rebatejat". ("Snijder", que significa "sastre", probablement no era el nom de la família, ja que Freerks és la forma patronímica de Freerk i Sicke era, de fet, un sastre d'ofici). Una recerca renovada de les escriptures va fer que Menno Simons cregués que el bateig infantil no es troba a la Bíblia. Va discutir el tema amb el seu pastor, va buscar els Pares de l'Església i va llegir les obres de Martin Luther i Heinrich Bullinger. En algun moment, també va llegir uns quants dels escrits d'Erasme de Rotterdam, que van afectar les seves opinions sobre la vida cristiana i l'església.
Mentre encara reflexionava sobre el tema, va ser traslladat a Witmarsum. Aquí va entrar en contacte directe amb els anabaptistes, predicant i practicant el "baptisme del creient". Més tard, alguns dels Münsterite també hi van anar. Tot i que els considerava enganyats i fanàtics, es va sentir atret pel seu zel i les seves opinions sobre la Bíblia, l'Església i el deixeble.
Després de la mort del seu germà Pieter, Menno va experimentar una crisi espiritual i mental. Va dir que «va pregar a Déu amb sospirs i llàgrimes perquè em doni a mi, un pecador afligit, el do de la seva gràcia, que creés dins meu un cor net i, amb gràcia, a través dels mèrits de la sang carmesí de Crist, ell amablement perdona el meu camí impur i la meva vida poc profitosa».

### Anabaptistes

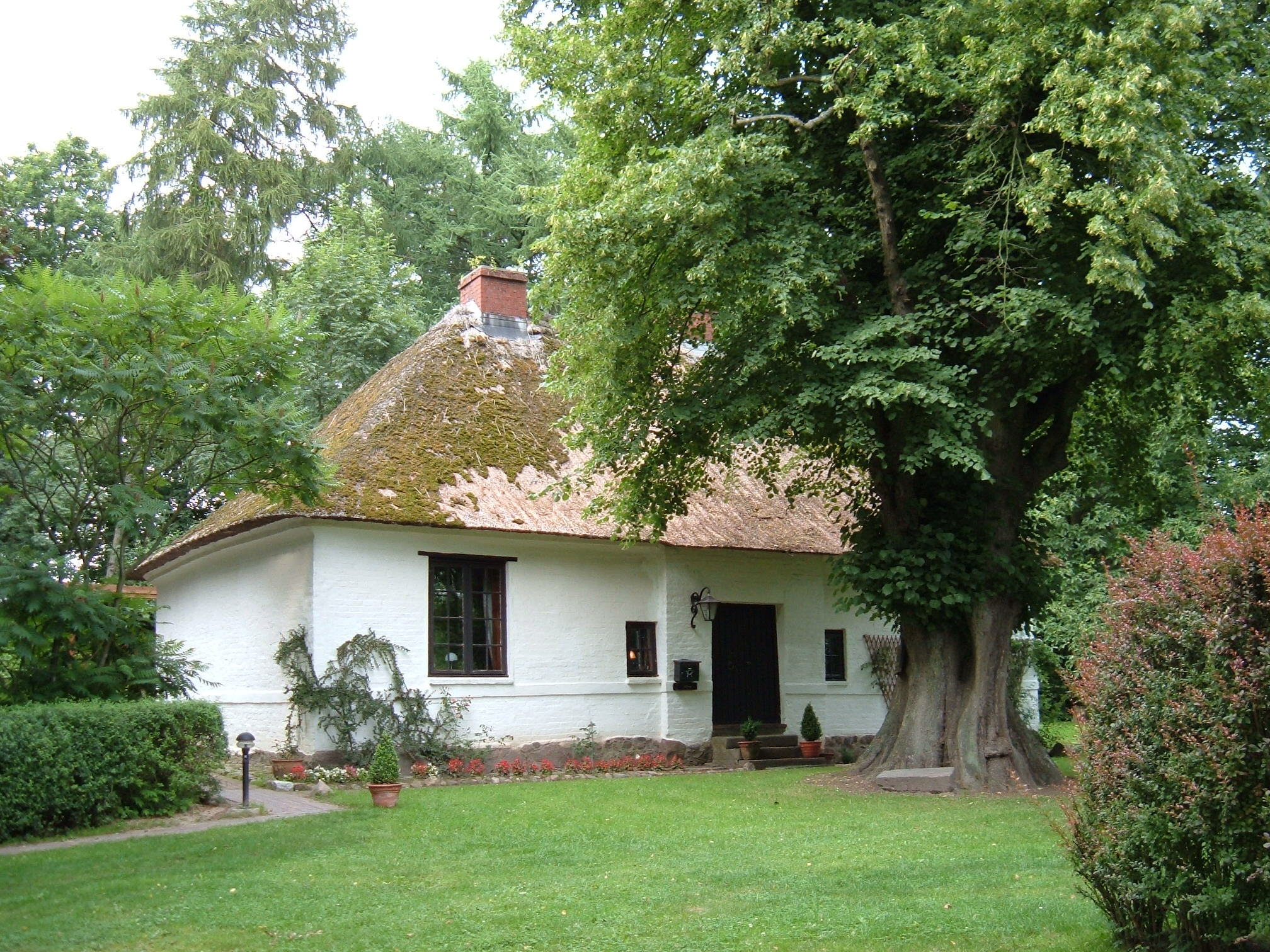
La casa prop de Bad Oldesloe on es creu que Simons va treballar

El 1543 fou enviat al nord-oest d'Alemanya, on es dedicà els divuit últims anys de la seva vida a construir esglésies, alhora que prosseguia la seva tasca a Frísia.
Va anar a Colònia, Holstein, Prússia i a altres llocs, sempre organitzant i predicant, assetjat pels perseguidors. Tot i que se sap que estava casat amb Geerdruydt i tingué almenys un fill i dues filles, les condicions de clandestinitat impediren registrar més detalls de la seva vida familiar.
Fou notòria la seva preocupació per la divulgació escrita dels punts de vista anabaptistes en les diferents llengües de la regió on treballava, per la qual cosa, amb un impressor identificat només com B.L., establí una impremta a Lübeck, que degué traslladar a Holstein, i després, el 1554, al refugi anabaptista a Wüstenfelde, on morí el 1561 i fou sepultat al seu jardí.

## Teologia
La influència de Menno Simons en l'anabaptisme als Països Baixos va ser tan gran que l'historiador baptista William Estep va suggerir que la seva història es dividia en tres períodes: "abans de Menno, sota Menno i després de Menno". Menno és especialment significatiu per la seva arribada al moviment anabaptista al nord en els seus dies més problemàtics, i ajudant no només a mantenir-lo, sinó també a establir-lo com un moviment de reforma radical viable.

### Encarnació
Menno creia que Jesús tenia una carn celestial en lloc de carn i sang humana de Maria. Va dir que Crist "no va ser concebut del seu ventre, sinó en el seu ventre". Menno va apel·lar a la teoria científica per reforçar els seus arguments, tot i que no tenia formació científica.

### Excomunió
Girolimon (1995) compara els ensenyaments de Menno Simons amb els del reformador protestant Jean Cauvin (1509–64), centrant-se en el tema de l'excomunió. Aquesta anàlisi teològica subratlla els forts contrastos entre els dos líders sobre quatre principis bàsics: sobre els procediments que condueixen a l'excomunió, sobre la severitat de les sancions a l'excomulgant, sobre la restauració d'un individu que es penedeix i sobre el càstig civil. Cauvin i Menno, cadascun líder de diferents ales de la Reforma, tots dos creien que aquesta forma extrema de disciplina era essencial per a la funció de l'església en la societat, coincidint en els motius bàsics de l'excomunió tal com s'expressa en el Nou Testament. Menno, però, va imaginar l'aplicació de la reprimenda com un procés administrat per tot el cos de l'església contra qualsevol pecat; Cauvin es va reservar l'excomunió per a transgressions especialment greus, tal com va ser identificada per la Companyia de Pastors i el Consistori. Entre altres desacords, Cauvin va aprovar el càstig civil per a certes formes d'ortodòxia mentre que Menno va defensar una separació estricta entre l'església i l'estat. Van diferir més profundament en les seves opinions sobre per què era necessària la disciplina de l'església. Simons va veure que la perfecció humana era possible després de la conversió, mentre que Cauvin va destacar una teologia agustiniana de la depravació humana.

### Núvia de Crist
Menno Simons es va inspirar molt en les imatges bíbliques de la núvia de Crist quan va imaginar una nova església. Va trobar al Càntic Bíblic de Salomó una descripció de la relació entre una església purificada i Crist que no només s'aplicava a una església reformada sinó també al matrimoni terrenal entre l'home i la dona. Com la núvia de les cançons, la dona ha de venir amb amor i devoció totals i es netejarà del seu mal natural pel contacte amb el seu marit. No va alterar la visió convencional de les relacions entre homes i dones, sinó que va idealitzar l'estatus subordinat i asexual de la dona.

### Bateig infantil
Els anabaptistes van insistir en el baptisme dels creients (normalment adults). Per contra, Martí Luter defensava el baptisme infantil; la seva creença en això va derivar de la seva visió de l'església com una realitat idealment inclusiva en una societat cristiana. Menno Simons va basar el seu rebuig al baptisme infantil en el concepte de l'església com un grup disciplinat d'individus que voluntàriament han dedicat les seves vides a Crist. Va veure la santificació com un procés de tota la vida que no elimina completament la presència del pecat de la vida.

### Pau
Encara que uns quants anabaptistes d'Amsterdam i Münster al segle xvi es van dedicar a la violència i l'assassinat, els mennonites holandesos en general eren pietosos i pacífics. En el seu baptisme cristià de 1539, Menno Simons va declarar la seva reticència a participar en disputes, que poden haver derivat de la seva reticència durant anys a anunciar les seves veritables conviccions. Les relacions de Simons amb els radicals münsterites i els pacífics melquiorites poden oferir pistes addicionals.

### Ascetisme
Menno Simons va rebutjar l'ascetisme en termes de les seves pràctiques tradicionals de retirada social, mortificació i abnegació. El teòleg històric Richard Valantasis, però, ha suggerit que l'ascetisme no s'hauria de definir com aquestes pràctiques físiques, sinó com un grup d'activitats dissenyades per restablir les relacions socials entre l'individu i l'entorn social dominant mitjançant una nova subjectivitat, relacions socials diferents i un univers simbòlic alternatiu. La teologia de Simons és ascètica segons la definició de Valantasis, ja que va utilitzar aquests mètodes per reestructurar la relació dels anabaptistes amb la societat mundana.

## Obres
- Prova clara i senzilla de la blasfèmia de Joan de Leiden (1535)
- La Resurrecció Espiritual (1536)
- El nou naixement (1537)
- Comentaris al salm 25 (1538)
- Fonament i simple instrucció de la doctrina salvadora de Nostre Senyor Jesucrist (1539)
- Explicació del Baptisme Cristià a l'aigua, des de la Paraula de Déu (1539)
- De la vertadera fe cristiana (1541)
- Confessió del Déu Trinus (1550)
- Confessió fonamental i clara dels cristians pobres i afligits (1550)
- Humil súplica a tots els magistrats (1552)
- La Creu de Crist
- Rèplica a Gellius Faber (1552)
- Breu apologia dels cristians menyspreats i exiliats estrangers (1552)
- Clara i incontrovertible confessió i demostració a Joan a'Lasco (1554)
- Resposta clara i aguda a la doctrina anticristiana. A Micron (1556)
- La vertadera fe cristiana (1556)
- Deures envers els nens (1557)
- L'Excomunió (1558)